# Telecinco
Telecinco este o canal de televiziune generalistă spaniolă, operate de «Mediaset España Comunicación», group condus de compania italiana Mediaset. Rețeaua de radiodifuziune a început cu emisiunile sale de testare cu privire la 10 martie, 1989, iar un an mai târziu, a început transmisiile sale oficiale la 3 martie, 1990 în Spania, devenind al doilea post de televiziune privat care își difuzează programele în întreaga țară. Începând cu deschidere, centrul de control se află în Fuencarral, Madrid.
În 2011 a fuzionat cu PRISA group, așa că a dobândit un nou canal numit Cuatro.

## Desene animate
| Serialul           | țară                       | Difuzare originară | Distributor    |
| ------------------ | -------------------------- | ------------------ | -------------- |
| Teen Days          | Italia                     | 2010               | Smart Brands   |
| Pokémon            | Japonia                    | 1997               | Shopro         |
| Sonic the Hedgehog | Statele Unite ale Americii | 1994               | DHX Media      |
| Winx Club          | Italia                     | 2004               | Rainbow S.r.l. |
| Titeuf             | Franța                     | 2001               | Mediatoon      |